# Mimic
Mimic es una película dirigida por Guillermo del Toro, basada en el cuento homónimo de Donald A. Wollheim y estrenada en 1997. Protagonizada, entre otros, por Mira Sorvino y Jeremy Northam, la película tiene dos secuelas: Mimic 2 (2001) y Mimic 3: Sentinel (2003).

## Argumento
En Nueva York se ha propagado una epidemia transmitida por las cucarachas que enferma a los niños. La doctora Susan Tyler (Mira Sorvino) y su marido (Jeremy Northam) dan el remedio para acabar con la plaga: un insecto modificado genéticamente a partir de otras dos especies y diseñado para ser estéril, poco longevo (120 días según pruebas de laboratorio) y remedio para exterminar a las cucarachas con sus secreciones sin amenaza para los humanos.
Le bautizan como Judas y tres años después, la doctora va descubriendo cómo el insecto ha evolucionado mucho más allá de las limitaciones de laboratorio, hasta el punto de llegar a superar altamente su longevidad, crear toda una colonia en el metro e incluso lograr cierto mimetismo con sus presas, los humanos.

## Críticas
En su estreno Stephen King dijo que era original y terrorífica[cita requerida]

## Elenco
- Mira Sorvino como la Dra. Susan Tyler
- Jeremy Northam como el Dr. Peter Mann
- Josh Brolin como Josh.
- F. Murray Abraham como el Dr. Gates
- Charles S. Dutton como el oficial Leonard Norton.
- Giancarlo Giannini como Manny.
- Norman Reedus como Jeremy.
- Doug Jones como Long John.
- Alexander Goodwin como Chuy.
- Alix Koromzay como Remy Panos.
- Julian Richings como un trabajador.
- James Kidnie

- Datos: Q1423555